# Sennyū-ji

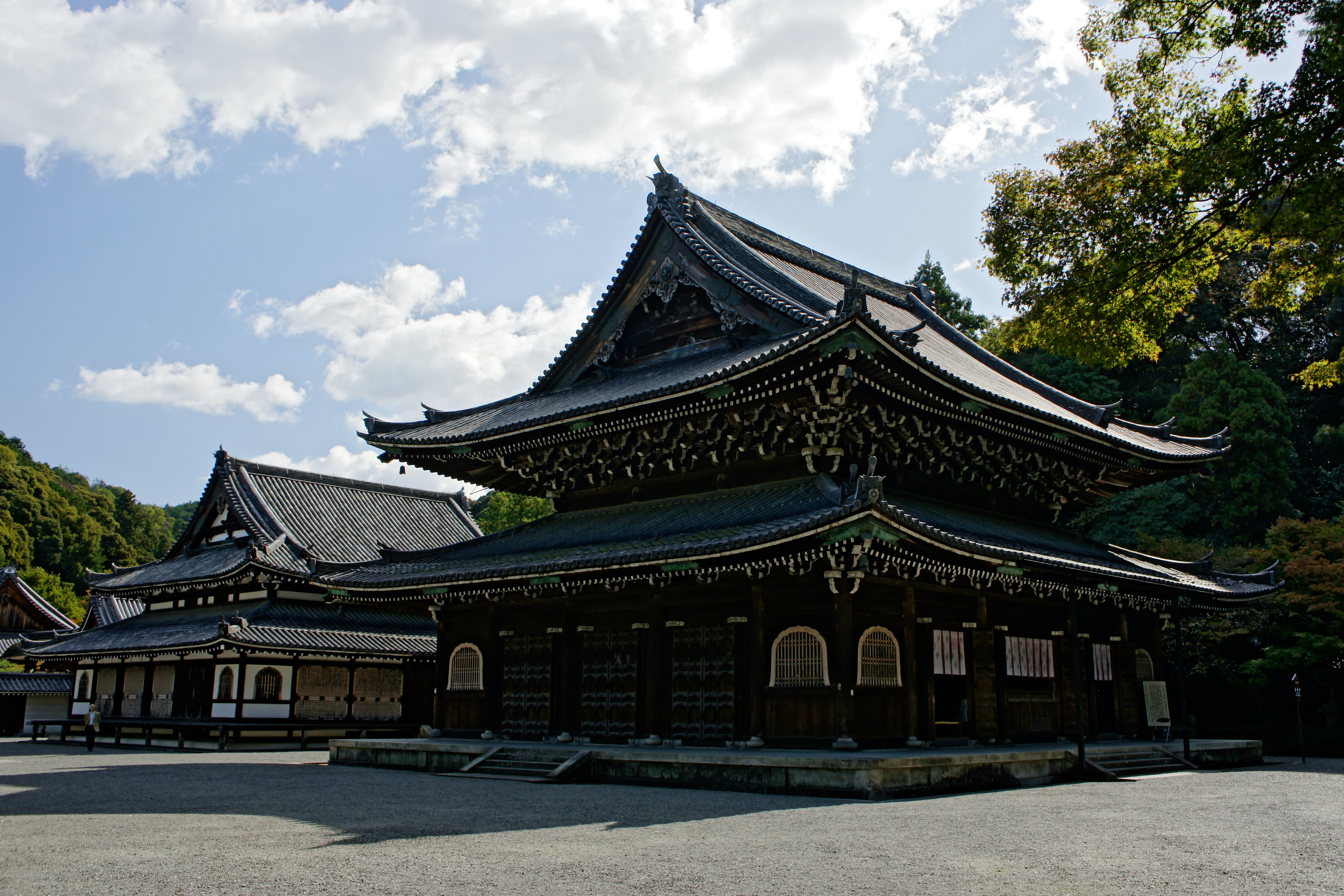
Butsuden et shariden

Le Sennyū-ji (泉涌寺, Sennyū-ji), formellement écrit Sen-yū-ji (仙遊寺, Sen'yū-ji) , est un temple bouddhiste situé dans l'arrondissement de Higashiyama-ku à Kyoto au Japon. Pendant des siècles, le Sennyū-ji est un temple mortuaire pour les aristocrates et la maison impériale. S'y trouvent les tombeaux officiels de l'empereur Shijō et ceux de nombre des empereurs qui lui ont succédé.

## Histoire
Le Sennyū-ji est fondé au début de l'époque de Heian. L'origine de ce temple, communément appelé Mitera ou Mi-dera, remonte à l'ère Tenchō (824-834) quand le prêtre Kūkai établit un petit temple en cet endroit. Cette modeste structure et sa communauté sont d'abord connus sous le nom Hōrin-ji. Les principaux édifices du Sennyū-ji sont très largement reconstruits et agrandis au début du XIIIe siècle, sous l'impulsion de son nouvel abbé, Shunjō (1166-1227), qui en fait un lieu important de réforme monastique en s'y installant en 1218 au retour d'un voyage d'études en Chine. On y enseigne les idées de plusieurs écoles (Tendai, Shingon, Zen, Terre pure). En 1224 il s'attire les faveurs impériales, devenant un temple « du vœu impérial », et devient un lieu de sépulture pour plusieurs empereurs.

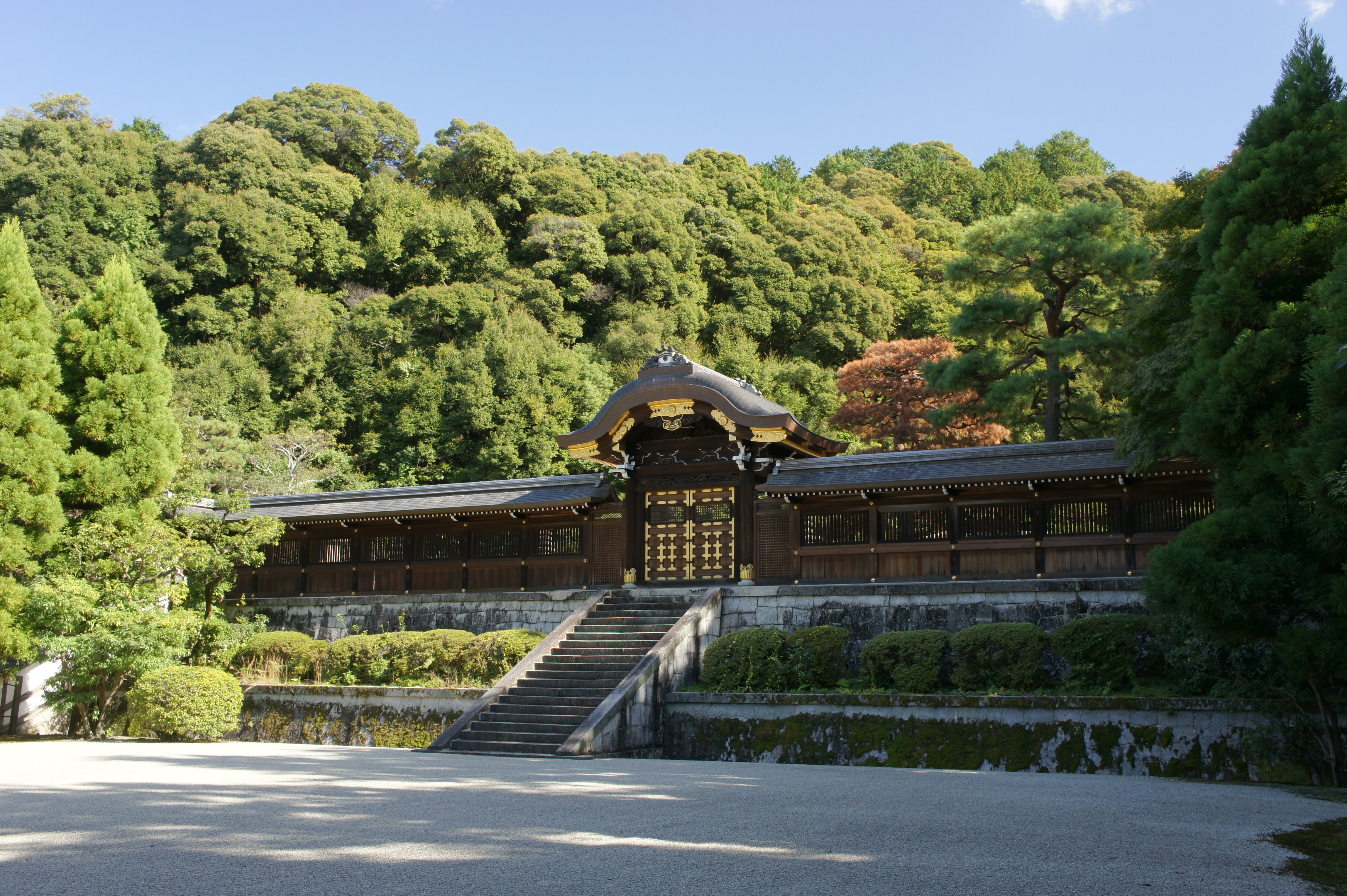
Tsukinowa no misasagi

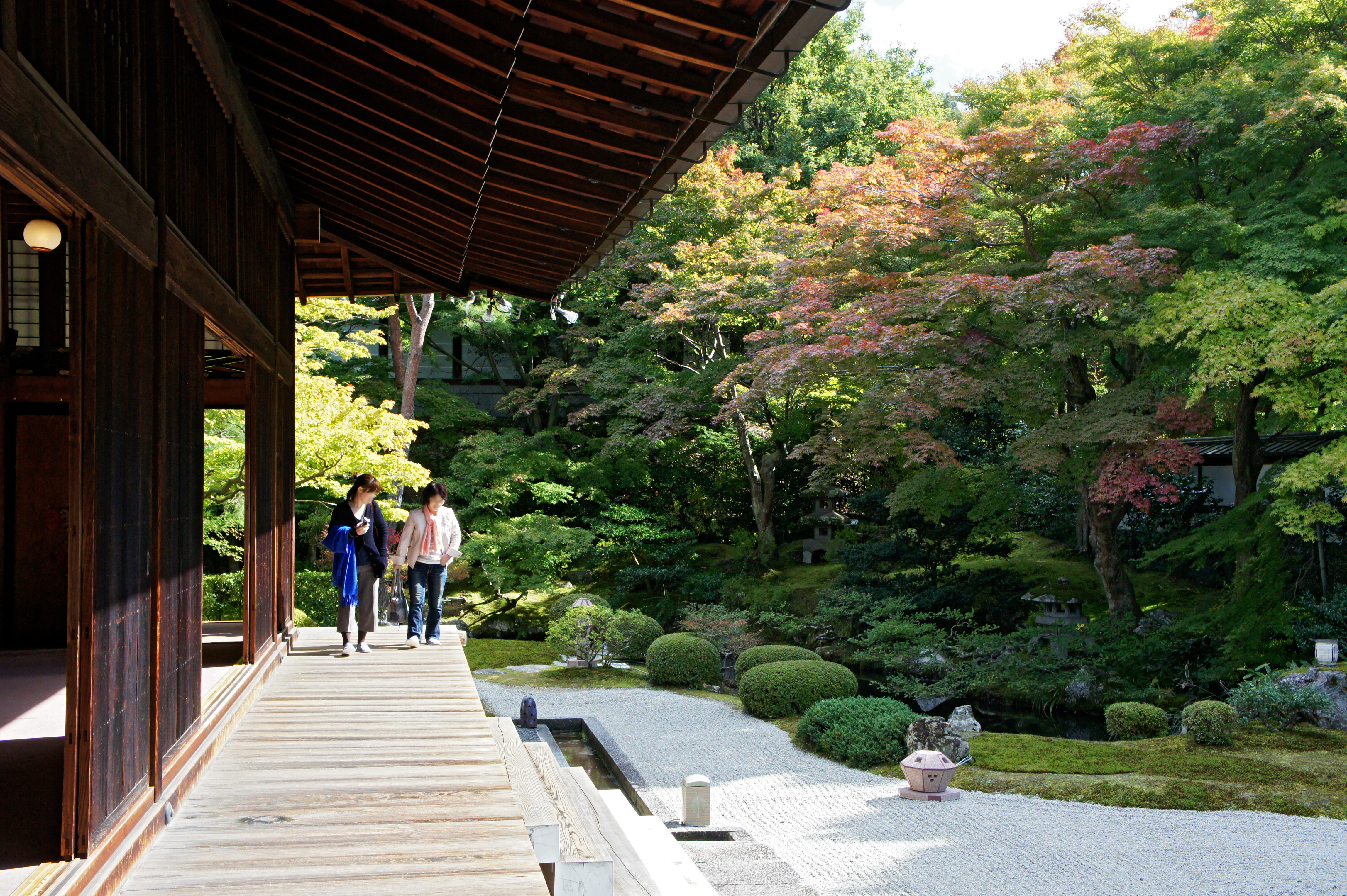
Jardin Gozasho

Les empereurs Go-Horikawa et Shijō  sont les premiers à être consacrés dans un mausolée impérial à Sennyū-ji. Il s'appelle Tsuki no wa no misasagi.
La sépulture de Go-Momozono se trouve également à Tsuki no wa no misasagi ainsi que celles de ses prédécesseurs impériaux immédiats depuis les empereurs Go-Mizunoo -- impératrice Meishō, Go-Kōmyō, Go-Sai, Reigen, Higashiyama, Nakamikado, Sakuramachi, Momozono et l'impératrice Go-Sakuramachi et la prinsesse Yoshikō, femme de Kōkaku.
Nochi no Tsukinowa no Higashiyama no misasagi

Les empereurs Kōkaku et Ninkō sont inhumés à Nochi no Tsukinowa no misasagi (後月輪陵) et l'empereur Komei est aussi inhumé à Nochi no Tsukinowa no Higashiyama no misasagi (後月輪東山陵) en forme du kofun.

## Art
La grande peinture nehan-zu du Sennyū-ji représente Bouddha sur son lit de mort. Cette immense image de 8 × 16 m est la plus grande du Japon. La grande image au temple Tōfuku-ji voisin est la deuxième plus grande de ce genre du Japon avec 7 × 14 m. Les deux images ne sont que rarement exposées, la dernière fois en 2003 pour trois jours seulement.